# Ute Enzenauer
Ute Enzenauer (Ludwigshafen-Friesenheim, 1 september 1964) was een Duits wielrenster.
Enzenauer koos, toen ze negen jaar was, al voor de wielersport. In 1979 werd ze nationaal kampioen bij de scholieren, en het jaar daarop bij de jeugd. In 1981 verraste de toen 16-jarige wielrenster het complete wielerpeloton door bij haar eerste optreden wereldkampioene op de weg te worden. Ze is tot nu toe de jongste wielrenster die daarin geslaagd is.
Hoewel ze de jaren daarop steeds meestreed met de besten, kwam ze niet meer tot aansprekende overwinningen. In 1987 werd ze nog derde in de Tour Féminin op ruim 12 minuten van winnares Jeannie Longo, maar daarna was haar motivatie weg. Begin 1988 kondigde ze aan dat ze ging stoppen, zo’n zes jaar na haar verrassende debuut.
Na haar wielerloopbaan werd ze apothekersassistente. Nog in 2005 deed ze mee aan een Friedensfahrt ter herdenking van de atoomaanval op Hiroshima.

## Resultaten
- 1981 – 1e bij wereldkampioenschap op de weg
- 1982 – 7e bij wereldkampioenschap
- 1984 – 8e bij Olympische wegwedstrijd
- 1985 – 14e bij wereldkampioenschap
- 1986 – 1e bij nationaal kampioenschap
- 1986 – 4e bij wereldkampioenschap
- 1986 – 6e bij Coors Classic (Verenigde Staten)
- 1987 – 1e bij nationaal kampioenschap
- 1987 – 3e eindklassement Tour Féminin